# Футлик, Лев Иудович
Лев Иудович Футлик (1927—2004) — советский театральный деятель, режиссёр и педагог, Заслуженный работник культуры РСФСР (1973).

## Биография
Родился 17 марта 1927 года в Перми в еврейской семье. Младший брат Мендель (род. 1933) — архитектор.
Окончил актёрское и режиссёрское отделения Ленинградского театрального института имени А. Н. Островского в 1950 году. В этом же году стал членом Общероссийской общественной организации «Союз театральных деятелей Российской Федерации (ВТО)». В 1950—1952 годах работал режиссёром Амурского областного драматического театра. Затем переехал в Пермь.
В 1952—1959 годах Лев Футлик работал педагогом Пермского хореографического училища. С 1959 по 1964 годы — режиссёр, а с 1964 по 1988 годы — главный режиссёр Пермской студии телевидения. Затем в 1989—1993 годах был педагогом Тбилисского хореографического училища. В 1994 году вернулся в Пермь и по 2004 год являлся художественным руководителем Пермского народного ТЮЗа, затем Народного театра молодёжи. Спектакли Народного театра молодёжи получили признание зрителей и театральной критики. Несколько спектаклей стали лауреатами Всесоюзных смотров народных театров.
В 1970—1980-х годах Л. И. Футлик возглавлял областную и региональную (Урал) лаборатории режиссёров народных театров при Пермском отделении ВТО. С 1994 года он был доцентом кафедры режиссуры театрализованных представлений Пермского государственного института искусства и культуры. В разные годы работал педагогом в средних специальных учебных заведениях. За годы работы на Пермском телевидении поставил семь телевизионных фильмов. Более 25 лет Лев Иудович Футлик являлся сценаристом и режиссёром десятков крупнейших областных и городских массовых праздников и представлений. Был автором девяти книг и брошюр, а также многих публикаций в периодических изданиях, посвящённых методологии любительского драматического искусства и искусства массовых зрелищ.
Умер 1 июля 2004 года в Перми, похоронен на Северном кладбище, квартал почётных захоронений. Позже рядом с ним была похоронена его жена — Футлик (в девичестве Сильванович) Нинель Даниловна (1924—2008) — советская балерина и педагог.